# 200 mètres féminin aux championnats du monde d'athlétisme 2013
Navigation
Daegu 2011 Pékin 2015
L'épreuve du 200 mètres féminin des championnats du monde de 2013 s'est déroulée les 15 et 16 août 2013 dans le Stade Loujniki, le stade olympique de Moscou, en Russie. Elle est remportée par la Jamaïcaine Shelly-Ann Fraser-Pryce.

## Critères de qualification
Pour se qualifier pour les Championnats (minima A), il fallait avoir réalisé moins de 23 s 05 entre le 1er octobre 2012 et le 29 juillet 2013. Le minima B est de 23 s 30  .

## Records et performances

### Records
Les records du 200 m femmes (mondial, des championnats et par continent) étaient avant les championnats 2013 les suivants.
| Record du monde          | Florence Griffith-Joyner | États-Unis         | 21 s 34 | Séoul, Corée du Sud                 | 29 septembre 1988 |
| Record des championnats  | Silke Gladisch-Möller    | Allemagne de l'Est | 21 s 74 | Rome, Italie                        | 3 septembre 1987  |
| Record d'Afrique         | Mary Onyali-Omagbemi     | Nigeria            | 22 s 07 | Zurich, Suisse                      | 14 août 1996      |
| Record d'Asie            | Li Xuemei                | Chine              | 22 s 01 | Shanghai, Chine                     | 22 octobre 1997   |
| Record des États-Unis    | Florence Griffith-Joyner | États-Unis         | 21 s 34 | Séoul, Corée du Sud                 | 29 septembre 1988 |
| Record d'Amérique du Sud | Lucimar de Moura         | Brésil             | 22 s 60 | Bogota, Colombie                    | 26 juin 1999      |
| Record d'Europe          | Marita Koch              | Allemagne de l'Est | 21 s 71 | Karl-Marx-Stadt, Allemagne de l'Est | 10 juin 1979      |
| Record d'Océanie         | Melinda Gainsford-Taylor | Australie          | 22 s 23 | Stuttgart, Allemagne                | 13 juillet 1997   |

### Meilleures performances de l'année 2013
Les dix  athlètes les plus rapides de l'année sont, avant les championnats (au 24 juillet 2013), les suivants. 
| 1  | Shelly-Ann Fraser-Pryce  | Jamaïque          | 22 s 13 | Kingston (Jamaïque)               | 23 juin 2013    |
| 2  | Murielle Ahouré          | Côte d'Ivoire     | 22 s 24 | Monaco                            | 19 juillet 2013 |
| 3  | Tiffany Townsend         | États-Unis        | 22 s 26 | Monaco                            | 19 juillet 2013 |
| 4  | Blessing Okagbare        | Nigeria           | 22 s 31 | Walnut (Californie)               | 20 avril 2013   |
| 5  | Anthonique Strachan      | Bahamas           | 22 s 32 | Nassau (Bahamas)                  | 22 juin 2013    |
| 6  | Kimberlyn Duncan         | États-Unis        | 22 s 35 | Columbia (Missouri)               | 12 mai 2013     |
| 7  | Allyson Felix            | États-Unis        | 22 s 36 | Pékin                             | 21 mai 2013     |
| 7  | Kelly-Ann Baptiste       | Trinité-et-Tobago | 22 s 36 | Port-d'Espagne, Trinité-et-Tobago | 23 juin 2013    |
| 9  | Anastasiya Kapachinskaya | Russie            | 22 s 39 | Moscou                            | 4 juillet 2013  |
| 10 | LaShauntea Moore         | États-Unis        | 22 s 40 | Des Moines                        | 22 juin 2013    |

## Résultats

### Finale
| Rang               | Athlète                 | Pays          | Temps   | Notes |
| ------------------ | ----------------------- | ------------- | ------- | ----- |
| Médaille d'or      | Shelly-Ann Fraser-Pryce | Jamaïque      | 22 s 17 |       |
| Médaille d'argent  | Murielle Ahouré         | Côte d'Ivoire | 22 s 32 |       |
| Médaille de bronze | Blessing Okagbare       | Nigeria       | 22 s 32 |       |
| 4                  | Shaunae Miller          | Bahamas       | 22 s 74 |       |
| 5                  | Jeneba Tarmoh           | États-Unis    | 22 s 78 |       |
| 6                  | Charonda Williams       | États-Unis    | 22 s 81 |       |
| 7                  | Mariya Ryemyen          | Ukraine       | 22 s 84 |       |
| —                  | Allyson Felix           | États-Unis    |         | DNF   |

### Demi-finales
Les deux premières athlètes de chaque course (Q) ainsi que les deux meilleurs temps (q) se qualifient pour la finale.
| Rang | Athlète             | Pays          | Temps   | Note  |
| ---- | ------------------- | ------------- | ------- | ----- |
| 1    | Murielle Ahouré     | Côte d'Ivoire | 22 s 46 | Q     |
| 2    | Shaunae Miller      | Bahamas       | 22 s 64 | Q     |
| 3    | Jeneba Tarmoh       | États-Unis    | 22 s 70 | q, SB |
| 4    | Ivet Lalova         | Bulgarie      | 22 s 81 |       |
| 5    | Elyzaveta Bryzhina  | Ukraine       | 22 s 87 |       |
| 6    | Johanna Danois      | France        | 23 s 15 |       |
| 7    | Maria Belibasaki    | Grèce         | 23 s 46 |       |
| 8    | Anneisha McLaughlin | Jamaïque      | 27 s 13 |       |

| Rang | Athlète             | Pays                   | Temps   | Note  |
| ---- | ------------------- | ---------------------- | ------- | ----- |
| 1    | Allyson Felix       | États-Unis             | 22 s 30 | Q, SB |
| 2    | Blessing Okagbare   | Nigeria                | 22 s 39 | Q     |
| 3    | Kimberlyn Duncan    | États-Unis             | 22 s 91 |       |
| 4    | Hrystyna Stuy       | Ukraine                | 22 s 98 |       |
| 5    | Mariely Sánchez     | République dominicaine | 23 s 05 |       |
| 6    | Lenora Guion-Firmin | France                 | 23 s 11 |       |
| 7    | Kai Selvon          | Trinité-et-Tobago      | 23 s 21 |       |
| 8    | Patricia Hall       | Jamaïque               | 23 s 26 |       |

| \| Rang \| Athlète \| Pays \| Temps \| Note \| \| ---- \| ----------------------- \| ----------- \| ------- \| ---- \| \| 1 \| Shelly-Ann Fraser-Pryce \| Jamaïque \| 22 s 54 \| Q \| \| 2 \| Mariya Ryemyen \| Ukraine \| 22 s 70 \| Q \| \| 3 \| Charonda Williams \| États-Unis \| 22 s 80 \| q \| \| 4 \| Anthonique Strachan \| Bahamas \| 22 s 81 \| \| \| 5 \| Myriam Soumaré \| France \| 22 s 85 \| \| \| 6 \| Kimberly Hyacinthe \| Canada \| 23 s 12 \| \| \| 7 \| Jodie Williams \| Royaume-Uni \| 23 s 21 \| \| \| 8 \| Hanna-Maari Latvala \| Finlande \| 23 s 21 \| \| |                         |             |         |      |
| Rang | Athlète                 | Pays        | Temps   | Note |
| 1 | Shelly-Ann Fraser-Pryce | Jamaïque    | 22 s 54 | Q    |
| 2 | Mariya Ryemyen          | Ukraine     | 22 s 70 | Q    |
| 3 | Charonda Williams       | États-Unis  | 22 s 80 | q    |
| 4 | Anthonique Strachan     | Bahamas     | 22 s 81 |      |
| 5 | Myriam Soumaré          | France      | 22 s 85 |      |
| 6 | Kimberly Hyacinthe      | Canada      | 23 s 12 |      |
| 7 | Jodie Williams          | Royaume-Uni | 23 s 21 |      |
| 8 | Hanna-Maari Latvala     | Finlande    | 23 s 21 |      |

### Séries
Les trois premières de chaque série (Q) plus les 3 meilleurs temps (q) se qualifient pour les demi-finales.
| Rang | Athlète             | Pays       | Temps   | Note |
| ---- | ------------------- | ---------- | ------- | ---- |
| 1    | Kimberlyn Duncan    | États-Unis | 22 s 84 | Q    |
| 2    | Johanna Danois      | France     | 23 s 00 | Q    |
| 3    | Hanna-Maari Latvala | Finlande   | 23 s 07 | Q    |
| 4    | Gloria Hooper       | Italie     | 23 s 10 | SB   |
| 5    | Ana Cláudia Lemos   | Brésil     | 23 s 31 |      |
| 6    | Moa Hjelmer         | Suède      | 23 s 33 |      |
| 7    | Janet Amponsah      | Ghana      | 24 s 07 |      |

| Rang | Athlète            | Pays                            | Temps   | Note |
| ---- | ------------------ | ------------------------------- | ------- | ---- |
| 1    | Blessing Okagbare  | Nigeria                         | 22 s 79 | Q    |
| 2    | Charonda Williams  | États-Unis                      | 22 s 83 | Q    |
| 3    | Kimberly Hyacinthe | Canada                          | 23 s 19 | Q    |
| 4    | Marika Popowicz    | Pologne                         | 23 s 22 | SB   |
| 5    | Kineke Alexander   | Saint-Vincent-et-les-Grenadines | 23 s 42 |      |
| 6    | Viktoriya Zyabkina | Kazakhstan                      | 24 s 47 |      |
| —    | Ángela Tenorio     | Équateur                        |         | DNS  |

| Rang | Athlète           | Pays         | Temps   | Note |
| ---- | ----------------- | ------------ | ------- | ---- |
| 1    | Shaunae Miller    | Bahamas      | 22 s 72 | Q    |
| 2    | Patricia Hall     | Jamaïque     | 23 s 25 | Q    |
| 3    | Maria Belibasaki  | Grèce        | 23 s 41 | Q    |
| 4    | Andreea Ogrăzeanu | Roumanie     | 23 s 83 |      |
| 5    | Isidora Jiménez   | Chili        | 24 s 06 |      |
| 6    | Yelena Ryabova    | Turkménistan | 24 s 61 | SB   |
| 7    | Afa Ismail        | Maldives     | 26 s 16 | SB   |
| —    | Crystal Emmanuel  | Canada       |         | DSQ  |

| Rang | Athlète                 | Pays              | Temps   | Note |
| ---- | ----------------------- | ----------------- | ------- | ---- |
| 1    | Shelly-Ann Fraser-Pryce | Jamaïque          | 22 s 78 | Q    |
| 2    | Elyzaveta Bryzhina      | Ukraine           | 22 s 84 | Q    |
| 3    | Kai Selvon              | Trinité-et-Tobago | 23 s 14 | Q    |
| 4    | Franciela Krasucki      | Brésil            | 23 s 20 |      |
| 5    | Justine Palframan       | Afrique du Sud    | 23 s 64 |      |
| 6    | Chisato Fukushima       | Japon             | 23 s 85 |      |
| 7    | Melissa Breen           | Australie         | 23 s 95 |      |

| Rang | Athlète             | Pays                      | Temps   | Note  |
| ---- | ------------------- | ------------------------- | ------- | ----- |
| 1    | Mariya Ryemyen      | Ukraine                   | 22 s 63 | Q     |
| 2    | Anthonique Strachan | Bahamas                   | 22 s 66 | Q     |
| 3    | Lenora Guion-Firmin | France                    | 22 s 91 | Q, PB |
| 4    | Anyika Onuora       | Royaume-Uni               | 23 s 36 |       |
| 5    | Olga Safronova      | Kazakhstan                | 23 s 83 |       |
| 6    | Eleni Artymata      | Chypre                    | 24 s 07 |       |
| 7    | Toea Wisil          | Papouasie-Nouvelle-Guinée | 24 s 23 |       |

| Rang | Athlète             | Pays        | Temps   | Note |
| ---- | ------------------- | ----------- | ------- | ---- |
| 1    | Allyson Felix       | États-Unis  | 22 s 59 | Q    |
| 2    | Anneisha McLaughlin | Jamaïque    | 22 s 78 | Q    |
| 3    | Myriam Soumaré      | France      | 22 s 83 | Q    |
| 4    | Jodie Williams      | Royaume-Uni | 23 s 00 | q    |
| 5    | Nivea Smith         | Bahamas     | 23 s 25 |      |
| 6    | Elizabeta Savlinis  | Russie      | 23 s 27 |      |
| 7    | Dana Hussain        | Irak        | 24 s 57 |      |

| \| Rang \| Athlète \| Pays \| Temps \| Note \| \| ---- \| ----------------- \| ------------------------- \| ------- \| ----- \| \| 1 \| Murielle Ahouré \| Côte d'Ivoire \| 22 s 66 \| Q \| \| 2 \| Hrystyna Stuy \| Ukraine \| 22 s 86 \| Q, SB \| \| 3 \| Jeneba Tarmoh \| États-Unis \| 22 s 88 \| Q \| \| 4 \| Ivet Lalova \| Bulgarie \| 22 s 92 \| q \| \| 5 \| Mariely Sánchez \| République dominicaine \| 23 s 05 \| q \| \| 6 \| Mujinga Kambundji \| Suisse \| 23 s 24 \| PB \| \| 7 \| Karene King \| Îles Vierges britanniques \| 23 s 97 \| \| |                   |                           |         |       |
| Rang | Athlète           | Pays                      | Temps   | Note  |
| 1 | Murielle Ahouré   | Côte d'Ivoire             | 22 s 66 | Q     |
| 2 | Hrystyna Stuy     | Ukraine                   | 22 s 86 | Q, SB |
| 3 | Jeneba Tarmoh     | États-Unis                | 22 s 88 | Q     |
| 4 | Ivet Lalova       | Bulgarie                  | 22 s 92 | q     |
| 5 | Mariely Sánchez   | République dominicaine    | 23 s 05 | q     |
| 6 | Mujinga Kambundji | Suisse                    | 23 s 24 | PB    |
| 7 | Karene King       | Îles Vierges britanniques | 23 s 97 |       |

## Légende
Records et Performances
- AR : Record continental (area record)
- CR : Record des championnats (championship record)
- MR : Record du meeting (meet record)
- NR : Record national (national record)
- OR : Record olympique (olympic record)
- PR : Record paralympique (paralympic record)
- PB : Record personnel (personal best)
- SB : Meilleure performance personnelle de la saison (season's best)
- WL : Meilleure performance mondiale de l'année (world leader)
- WJR : Record du monde junior (world junior record)
- WR : Record du monde (world record)

Circonstances et Conditions
- DNF : N'a pas terminé (did not finish)
- DNS : N'a pas pris le départ (did not start)
- DQ : Disqualification (disqualification)
- NM : Aucun essai valable enregistré (No Mark)
- Q : Qualifié « directement » au prochain tour (ou à la prochaine compétition), lors d'une compétition majeure, grâce au classement ou à la réalisation des minima (automatic qualifier)
- q : Qualifié au prochain tour (ou à la prochaine compétition), lors d'une compétition majeure, grâce au repêchage ou à la réalisation de l'une des meilleures performances parmi celles des « non qualifiés directement » (grâce au meilleur temps ou à la meilleure distance par exemple) (secondary qualifier)